# Jan Čančara
Jan Čančara (1. května 1872 Provoz u Dobrušky – 1. prosince 1957 Provoz u Dobrušky) byl československý politik a meziválečný poslanec Národního shromáždění.

## Biografie
Byl členem starého místního rodu. Studoval na rychnovském gymnáziu. Studia ovšem nedokončil, protože byl nucen pomáhat na rodinné usedlosti. Od roku 1907 se angažoval v katolickém hnutí, v letech 1913-1934 byl starostou rodné obce, pak místostarostou. Profesí byl podle údajů k roku 1925 rolníkem v Provozu u Dobrušky.
V parlamentních volbách v roce 1925 získal za Československou stranu lidovou poslanecké křeslo v Národním shromáždění. Od roku 1932 byl členem okresního zastupitelstva v okrese Nové Město nad Metují. Po roce 1939 se stáhl z politického života.